# Guido Carli
Guido Carli (Brescia, 28 maart 1914 - Spoleto, 23 april 1993) was een Italiaans bestuurder, bankier en politicus.

## Levensloop
Hij was de zoon van de fascistische socioloog Filippo Carli.
Hij was voorzitter van de Europese werkgeversorganisatie UNICE van 1981 tot 1983. Hij volgde in deze hoedanigheid de Belg Pol Provost op, zelf werd hij opgevolgd door de Brit Ray Pennock.